# Mojácar
Mojácar é um município da Espanha na província de Almería, comunidade autônoma da Andaluzia, de área 72 km² com população de 7 581 habitantes (2009) e densidade populacional de 105,29 hab/km².
Caracteriza-se pela amálgama de casas branquíssimas encurvadas, como uma improvável mancha de neve, no último esporão da serra de Cabrera.
Faz parte da rede de Aldeias mais bonitas de Espanha desde 2013.

## Demografia
| Variação demográfica do município entre 1996 e 2008 | Variação demográfica do município entre 1996 e 2008 | Variação demográfica do município entre 1996 e 2008 | Variação demográfica do município entre 1996 e 2008 |
| --------------------------------------------------- | --------------------------------------------------- | --------------------------------------------------- | --------------------------------------------------- |
| 1996                                                | 2001                                                | 2004                                                | 2008                                                |
| 4 394                                               | 4 983                                               | 5 375                                               | 6 805                                               |